# Citroën XM
De Citroën XM is een ruime personenauto geproduceerd door Citroën vanaf 1989. De XM was de opvolger van de Citroën CX. De XM is in 1990 verkozen tot Europese auto van het jaar. De carrosserie werd getekend door Marc Deschamps van Bertone. Vooral de voorzijde gaf de auto een futuristisch aanzicht, door de spitse neus met smalle koplampen en kleine grille. Het dak leek optisch te 'zweven' doordat het gedragen werd door elf ramen, met uiterst smalle raamstijlen.
De XM was als eerste Citroën uitgerust met het nieuwe hydractieve veersysteem, dat deze wagen uiterst comfortabel en veilig maakte. Voor het eerst werd de hydropneumatische vering die kenmerkend was voor Citroën ondersteund door een computer.
De XM werd geleverd met vier- en zescilinder motoren. In de begintijd waren dat viercilinder 2,0 l benzinemotoren en 2,1 l dieselmotoren, beide leverbaar met turbo. In latere jaren kwam een 2,5 liter (turbo-)dieselversie beschikbaar. De zescilinder-versie was een 3,0 l V6 benzinemotor.
De auto werd echter te snel in productie genomen, zoals ook het geval was met de Peugeot 605, waardoor de XM vooral vóór 1992 nogal storingsgevoelig was.
In 1994 kreeg de XM een bescheiden facelift. Aan de buitenzijde werd het logo groter en centraal in de grille geplaatst, in lijn met de andere modellen die Citroën op dat moment produceerde. Verder werden de voor- en achterbumper licht gewijzigd, alsook de ruitenwissers vooraan en de richtingaanwijzers op de flanken. De spiegels wijzigden van vorm en werden voortaan meegespoten in de carrosseriekleur. De spoiler achteraan werd minder massief. Aan de achterzijde van de break wijzigde niets. Het interieur onderging ingrijpendere veranderingen: de scherpe lijnen werden meer afgerond, waarbij Citroën het dashboard van de populaire Xantia als inspiratiebron hanteerde. Het stuurwiel kwam nu met een ingebouwde airbag.
Ondanks het vooruitstrevende concept en het feit dat hij werd gekozen tot auto van het jaar, heeft de XM nooit het gehoopte commerciële succes bereikt. Er is inmiddels een schare liefhebbers van deze auto ontstaan, verenigd in diverse clubs.

## Technische gegevens
|                      | Berline (sedan) | Break (stationwagen) |
| -------------------- | --------------- | -------------------- |
| Breedte met spiegels | 2070 mm         | 2070 mm              |
| Lengte               | 4710 mm         | 4960 mm              |
| Hoogte               | 1380 mm         | 1470 mm              |
| Wielbasis            | 2850 mm         | 2850 mm              |
| sporing voor         | 1530 mm         | 1520 mm              |
| sporing achter       | 1450 mm         | 1520 mm              |

Gewicht van 1267 kg tot 1655 kg voor respectievelijk de basis benzine berline tot de break met V6 motor.

## Geleverde motoren

#### Benzine motoren
| XM Berline      | XM Berline | XM Berline | XM Berline | XM Berline | XM Berline | XM Berline               | XM Berline    | XM Berline     | XM Berline  |
| Type            | Motor      | Motor      | Motor      | Vermogen   | Koppel     | Overbrenging             | 0–100 km/h    | Topsnelheid    | Jaartal     |
| Type            | Inhoud     | Cilinders  | Kleppen    | Vermogen   | Koppel     | Overbrenging             | 0–100 km/h    | Topsnelheid    | Jaartal     |
| --------------- | ---------- | ---------- | ---------- | ---------- | ---------- | ------------------------ | ------------- | -------------- | ----------- |
| 2.0i            | 1.998 cm³  | 4-in-lijn  | 8V         | 110 pk     | 164 Nm     | 5-bak                    | 12,4 s        | 190 km/h       | 1989 - 1992 |
| 2.0i            | 1.998 cm³  | 4-in-lijn  | 8V         | 122 pk     | 170 Nm     | 5-bak / 4-traps automaat | 11,9 / 15,0 s | 201 / 197 km/h | 1989 - 1994 |
| 2.0i 16V        | 1.998 cm³  | 4-in-lijn  | 16V        | 135 pk     | 180 Nm     | 5-bak / 4-traps automaat | 9,8 / 13,0 s  | 201 / 197 km/h | 1994 - 1997 |
| 2.0i 16V        | 1.998 cm³  | 4-in-lijn  | 16V        | 135 pk     | 180 Nm     | 5-bak / 4-traps automaat | 9,8 / 13,0 s  | 205 / 203 km/h | 1997 - 2000 |
| 2.0i Turbo C.T. | 1.998 cm³  | 4-in-lijn  | 8V         | 146 pk     | 235 Nm     | 5-bak                    | 9,8 s         | 212 km/h       | 1992 - 1994 |
| 2.0i Turbo C.T. | 1.998 cm³  | 4-in-lijn  | 8V         | 150 pk     | 235 Nm     | 5-bak / 4-traps automaat | 9,3 / 11,2 s  | 215 / 208 km/h | 1994 - 1997 |
| 2.0i Turbo C.T. | 1.998 cm³  | 4-in-lijn  | 8V         | 150 pk     | 235 Nm     | 5-bak / 4-traps automaat | 8,7 / 10,6 s  | 215 / 208 km/h | 1997 - 2000 |
| 3.0i V6         | 2.975 cm³  | V6         | 12V        | 170 pk     | 235 Nm     | 5-bak / 4-traps automaat | 9,7 / 10,9 s  | 222 / 220 km/h | 1989 - 1994 |
| 3.0i V6         | 2.963 cm³  | V6         | 12V        | 170 pk     | 235 Nm     | 5-bak / 4-traps automaat | 9,7 / 10,9 s  | 222 / 220 km/h | 1994 - 1997 |
| 3.0i V6         | 2.946 cm³  | V6         | 24V        | 194 pk     | 267 Nm     | 5-bak / 4-traps automaat | 7,8 / 9,2 s   | 233 / 230 km/h | 1997 - 2000 |
| 3.0i V6.24      | 2.975 cm³  | V6         | 24V        | 200 pk     | 260 Nm     | 5-bak                    | 8,6 s         | 235 km/h       | 1990 - 1994 |
| 3.0i V6.24      | 2.963 cm³  | V6         | 24V        | 200 pk     | 260 Nm     | 5-bak                    | 8,0 s         | 235 km/h       | 1994 - 1997 |
| XM Break        |            |            |            |            |            |                          |               |                |             |
| 2.0i            | 1.998 cm³  | 4-in-lijn  | 8V         | 122 pk     | 170 Nm     | 5-bak / 4-traps automaat | 13,3 / 16,6 s | 192 / 190 km/h | 1992 - 1994 |
| 2.0i 16V        | 1.998 cm³  | 4-in-lijn  | 16V        | 135 pk     | 180 Nm     | 5-bak / 4-traps automaat | 11,8 / 15,4 s | 198 / 190 km/h | 1994 - 2000 |
| 2.0i 16V        | 1.998 cm³  | 4-in-lijn  | 16V        | 135 pk     | 180 Nm     | 5-bak / 4-traps automaat | 9,8 / 13,0 s  | 205 / 203 km/h | 1997 - 2000 |
| 2.0i Turbo C.T. | 1.998 cm³  | 4-in-lijn  | 8V         | 146 pk     | 235 Nm     | 5-bak                    | 11,0 s        | 202 km/h       | 1992 - 1994 |
| 2.0i Turbo C.T. | 1.998 cm³  | 4-in-lijn  | 8V         | 150 pk     | 235 Nm     | 5-bak / 4-traps automaat | 10,5 / 11,4 s | 204 / 202 km/h | 1994 - 2000 |
| 3.0i V6         | 2.975 cm³  | V6         | 12V        | 170 pk     | 235 Nm     | 5-bak / 4-traps automaat | 10,9 / 12,5 s | 217 / 215 km/h | 1992 - 1994 |
| 3.0i V6         | 2.963 cm³  | V6         | 12V        | 170 pk     | 235 Nm     | 5-bak / 4-traps automaat | 10,9 / 12,5 s | 217 / 215 km/h | 1994 - 1997 |
| 3.0i V6         | 2.946 cm³  | V6         | 24V        | 194 pk     | 267 Nm     | 5-bak / 4-traps automaat | 8,9 / 10,7 s  | 228 / 225 km/h | 1997 - 2000 |

#### Diesel motoren
| XM Berline    | XM Berline | XM Berline | XM Berline | XM Berline | XM Berline | XM Berline               | XM Berline    | XM Berline     | XM Berline  |
| Type          | Motor      | Motor      | Motor      | Vermogen   | Koppel     | Overbrenging             | 0–100 km/h    | Topsnelheid    | Jaartal     |
| Type          | Inhoud     | Cilinders  | Kleppen    | Vermogen   | Koppel     | Overbrenging             | 0–100 km/h    | Topsnelheid    | Jaartal     |
| ------------- | ---------- | ---------- | ---------- | ---------- | ---------- | ------------------------ | ------------- | -------------- | ----------- |
| 2.1 D12       | 2.138 cm³  | 4-in-lijn  | 12V        | 83 pk      | 145 Nm     | 5-bak                    | 17,6 s        | 176 km/h       | 1990 - 1994 |
| 2.1 D12       | 2.138 cm³  | 4-in-lijn  | 12V        | 83 pk      | 145 Nm     | 5-bak                    | 15,5 s        | 176 km/h       | 1994 - 1997 |
| 2.1 Turbo D12 | 2.088 cm³  | 4-in-lijn  | 12V        | 110 pk     | 245 Nm     | 5-bak / 4-traps automaat | 12,4 / 14,9 s | 192 / 190 km/h | 1990 - 1994 |
| 2.1 Turbo D12 | 2.088 cm³  | 4-in-lijn  | 12V        | 110 pk     | 245 Nm     | 5-bak / 4-traps automaat | 12,9 / 15,1 s | 192 / 190 km/h | 1994 - 1997 |
| 2.1 Turbo D   | 2.088 cm³  | 4-in-lijn  | 12V        | 110 pk     | 245 Nm     | 5-bak / 4-traps automaat | 11,9 / 12,3 s | 192 / 188 km/h | 1997 - 2000 |
| 2.5 Turbo D   | 2.445 cm³  | 4-in-lijn  | 12V        | 131 pk     | 285 Nm     | 5-bak                    | 12,1 s        | 201 km/h       | 1994 - 1997 |
| 2.5 Turbo D   | 2.445 cm³  | 4-in-lijn  | 12V        | 131 pk     | 285 Nm     | 5-bak                    | 11,2 s        | 201 km/h       | 1997 - 2000 |
| XM Break      |            |            |            |            |            |                          |               |                |             |
| 2.1 D12       | 2.138 cm³  | 4-in-lijn  | 12V        | 83 pk      | 145 Nm     | 5-bak                    | 19,0 s        | 168 km/h       | 1992 - 1994 |
| 2.1 D12       | 2.138 cm³  | 4-in-lijn  | 12V        | 83 pk      | 145 Nm     | 5-bak                    | 16,9 s        | 168 km/h       | 1994 - 1997 |
| 2.1 Turbo D12 | 2.088 cm³  | 4-in-lijn  | 12V        | 110 pk     | 245 Nm     | 5-bak / 4-traps automaat | 13,8 / 16,0 s | 184 / 182 km/h | 1992 - 1994 |
| 2.1 Turbo D12 | 2.088 cm³  | 4-in-lijn  | 12V        | 110 pk     | 245 Nm     | 5-bak / 4-traps automaat | 14,2 / 15,2 s | 184 / 182 km/h | 1994 - 1997 |
| 2.1 Turbo D   | 2.088 cm³  | 4-in-lijn  | 12V        | 110 pk     | 245 Nm     | 5-bak / 4-traps automaat | 14,2 / 16,7 s | 184 / 180 km/h | 1997 - 2000 |
| 2.5 Turbo D   | 2.445 cm³  | 4-in-lijn  | 12V        | 131 pk     | 285 Nm     | 5-bak                    | 13,1 s        | 192 km/h       | 1994 - 2000 |